# MenuetOS
MenuetOS é um sistema operacional para computadores pessoais de 32 bits ou 64 bits totalmente escrito em assembly. É capaz de caber em um único disquete e foi originalmente concebido por Ville Mikael Turjanmaa.
Foi originalmente licenciado sob a GPL, e a versão para IA-32 continua a sê-lo. Tem capacidades multitarefa, possui interface gráfica de até 16 milhões de cores em 1280x1024 pixels, editor e montador de Assembly (o flat assembler), suporte para ethernet, servidor HTTP, MP3 e de e-mail. Ele tem suporte a periféricos USB 2.0 e suporta o sistemas de arquivos FAT32. O jogo Quake pode rodar no MenuetOS.
O foco principal do Menuet é um ambiente de programação fácil em  assembly, mas é possível executar programas escritos em linguagem de programação de alto nível sobre o núcleo assembler. O maior esforço foi o suporte a linguagem de alto nível foi o trabalho de Jarek Pelczar's em portar a biblioteca padrão do C (também conhecida como libc) para o MenuetOS.
Foi desenvolvida também uma versão para a arquitetura AMD64, o Menuet64. Contudo, essa versão não foi disponibilizada sob a GPL, mas sim sob uma licença proprietária.

## Versões

### 32-bit
É distribuida  sob a licença GPL assim como a maioria de seus aplicativos.

### 64-bit
A distribuição 64 bits faz uso de uma licença proprietária. Dessa forma é distribuida gratuitamente mas sem o código fonte.